# Blade: la serie
Blade: la serie es un programa de televisión estadounidense basado en los cómics de Marvel y la popular trilogía cinematográfica. Se estrenó en la televisión estadounidense (Spike TV) el 28 de junio de 2006. Kirk "Sticky" Jones actor principal en el papel de Blade, con Jill Wagner como Krista Starr, Neil Jackson como Marcus Van Sciver, Jessica Gower en el papel de Chase y Nelson Lee como Shen, asistente de Blade.
Las 2 horas del capítulo piloto fueron dirigidas por Peter O'Fallon con el guion de David Goyer (que escribió las tres películas) y escritor del conocido cómic Geoff Johns.

## Argumento
Krista Starr vuelve del servicio militar en Irak y se encuentra con que su joven hermano, Zack, ha muerto bajo circunstancias misteriosas. Su investigación revela que Zack había sido un "familiar", un sirviente de los vampiros que acepta cumplir sus órdenes con la esperanza de que su "maestro" en algún momento lo transforme. La búsqueda de Krista del asesino de su hermano la lleva a enfrentarse a Blade, así como Marcus Van Sciver, el asesino de Zack y un miembro de alto rango de la Casa de Chthon. Enamorado de Krista, Marcus decide convertirla en vampiro inyectándole su sangre, luego Blade encara a Krista y le inyecta el suero que usa para controlar sus propios instintos vampíricos gracias a lo cual ella recupera su personalidad original y suficiente fuerza de voluntad para enfrentar sus instintos vampíricos. 
Blade revela a Krista que Zack realizaba una operación encubierta con Blade y le ofrece la oportunidad de ayudarlo a vengar la muerte de su hermano y acabar con Marcus y la Casa de Chthon, por lo que los dos forman una asociación renuente. Tras esto Krista intenta mantener su tapadera en la Casa de Chthon, mientras lucha con su creciente naturaleza depredadora, mientras Marcus intenta desarrollar una "vacuna" que hará a los vampiros inmunes a todas sus debilidades biológicas. 
Más tarde se revela que el verdadero propósito de Marcus es crear un virus llamado Proyecto Aurora que se afectará específicamente a los "purasangre" (vampiros nacidos como tal), la clase dominante de vampiros, y dejará ilesos a los convertidos (vampiros que alguna vez fueron humanos). 

## Cronología de la serie
Aparentemente, la serie tiene lugar después de Blade: Trinity, ya que ciertos eventos de esa película se mencionaron en el episodio piloto. Al final de Trinity, Blade usó el Daystar, un arma biológica que ataca y mata específicamente a los vampiros. Aparentemente, el Daystar no se ha extendido mucho ni rápido, ya que todavía hay muchas casas de vampiros en funcionamiento.

## Sobre los vampiros en Blade
Los vampiros (homines nocturnae) tanto en las películas como en las series de televisión de Blade son diferentes de los vampiros que aparecen en los cómics de Marvel en los que se basan el programa y las películas. En el universo Blade, tienen muchas menos debilidades. Los vampiros son muy sensibles al ajo, la plata y la luz solar/radiación ultravioleta. Un vampiro puede morir con una estaca en la cabeza o el corazón, exposición a la luz solar o una lámpara ultravioleta, decapitación, envenenamiento por ajo. Agua bendita, cruces u otros símbolos religiosos no tienen ningún efecto sobre ellos. La plata hace que los vampiros se quemen, pero su efecto total ha sido contradicho en la serie. No obstante, la plata es el arma preferida de Blade, y todos sus cuchillos, espadas, etc. son de plata o chapa de plata. Cuando muere, el vampiro se quema instantáneamente a una temperatura alta, dejando atrás un montón de cenizas y brasas.
El vampirismo en las películas y series se basa en un virus, no en magia negra. En la serie, hay dos tipos de vampiros: "Purasangre" (aquellos nacidos vampiros) y "Convertidos" (humanos que fueron infectados con el virus). Cuando un vampiro en el universo Blade muerde a una víctima, debe drenar completamente la sangre o esa persona se infectará. En las películas se mostró que las personas que son mordidas y convertidas pueden curarse con un retrovirus inventado por la Dra. Karen Jensen. En la serie, esta cura no ha sido mencionada. Krista Starr se infectó y luego murió, dejando especulaciones sobre si podría curarse o no, ya que en realidad murió por una caída y no por el virus. También se ha demostrado en la serie que si un humano muere primero, no puede ser convertido por un mordisco. Se supone que los vampiros de sangre pura son descendientes del primer vampiro, conocido como Drake (una referencia a Drácula). Drake nació perfecto y era inmune a todas las debilidades de los vampiros, excepto a un virus conocido como "Daystar", que fue creado por los Nightstalkers para destruir a todos los vampiros en la Tierra. No se ha revelado en las películas o series cómo se reproduce un sangre pura, ya que los vampiros supuestamente pierden la capacidad de producir descendencia cuando se convierten.
Los vampiros en el universo Blade poseen varias habilidades únicas. Tienen sentidos intensificados, incluida la capacidad de escuchar en diferentes rangos de audio que los humanos normales, y poder ver en diferentes rangos del espectro electromagnético, sentidos mejorados del tacto y el olfato. Son notablemente más fuertes que sus formas humanas, pueden levantar muchas veces su propio peso y también absorber mucho más daño físico que un humano normal. Se ha demostrado que algunos vampiros pueden escalar paredes y techos como arañas, saltar grandes distancias y esquivar disparos y otras heridas. 
Los vampiros pueden sanar cualquier herida que no les haga cenizas, pero el proceso de regeneración se ve afectado por la cantidad de sangre que ingiere el vampiro: más sangre significa un tiempo de curación más rápido, pudiendo incluso regenerar en solo un par de días partes amputadas de su cuerpo, sin embargo, esto no aplica a las heridas o miembros perdidos cuando eran humanos, razón por la cual no es raro que existan convertidos con marcas o condiciones invalidantes; un ejemplo de ello es el diácono Frost, un vampiro convertido que tenía en su rostro la cicatriz de una herida sufrida en su infancia; otro ejemplo es Abraham Whistler, quien tras ser convertido por Frost al final de la primera película y curado por Blade al inicio de la segunda, sin embargo, esto no sanó su pierna lisiada. 
Los vampiros gravemente heridos entran en un estado llamado "letargo", en el que parecen muertos pero en realidad están en estado de coma mientras el cuerpo se regenera. El vampiro Quinn entró en letargo cuando Blade lo quemó gravemente en la primera película. Los familiares vampiros están especialmente ansiosos por convertirse porque el virus vampiro parece curar la mayoría de las dolencias o enfermedades ya que los vampiros parecen ser inmunes a las dolencias humanas.
Los vampiros Blade deben ingerir sangre para sobrevivir, aunque no se ha establecido la cantidad real de la que necesitan alimentarse. Se sabe que Blade toma su suero dos veces al día para mantener su sed bajo control.

## Lista de episodios
| N.º  | Episodio             | TV U.S.A                 | TV ESPAÑA               |
| ---- | -------------------- | ------------------------ | ----------------------- |
| 1.01 | "Piloto: 1º Parte"   | 28 de junio de 2006      | 17 de octubre de 2006   |
| 1.02 | "Piloto: 2º Parte"   | 28 de junio de 2006      | 17 de octubre de 2006   |
| 1.03 | "La Muerte continúa" | 5 de julio de 2006       | 24 de octubre de 2006   |
| 1.04 | "Descenso"           | 12 de julio de 2006      | 31 de octubre de 2006   |
| 1.05 | "Linaje"             | 19 de julio de 2006      | 7 de noviembre de 2006  |
| 1.06 | "El mal interior"    | 26 de julio de 2006      | 14 de noviembre de 2006 |
| 1.07 | "Entrega"            | 2 de agosto de 2006      | 21 de noviembre de 2006 |
| 1.08 | "Sacrificio"         | 9 de agosto de 2006      | 28 de noviembre de 2006 |
| 1.09 | "Vuelta de tuerca"   | 16 de agosto de 2006     | 5 de diciembre de 2006  |
| 1.10 | "Ángeles y demonios" | 23 de agosto de 2006     | 12 de diciembre de 2006 |
| 1.11 | "Cazadores"          | 30 de agosto de 2006     | 19 de diciembre de 2006 |
| 1.12 | "Monstruos"          | 6 de septiembre de 2006  | 26 de diciembre de 2006 |
| 1.13 | "Cónclave"           | 13 de septiembre de 2006 | 2 de enero de 2007      |

## Casting
| Actor               | Personaje         |
| ------------------- | ----------------- |
| Kirk "Sticky" Jones | Blade             |
| Jill Wagner         | Krista Starr      |
| Nelson Lee          | Shen              |
| Neil Jackson        | Marcus Van Sciver |
| Jessica Gower       | Chase             |

## Recepción
Aunque el estreno de la serie tuvo 2,5 millones de espectadores, fue el estreno de la serie original más visto en la historia de Spike TV y también fue el programa de cable número 1 de la noche con Hombres 18–34 y 18–49, esto ocurrió en un año en el que la mayoría de los estrenos de cable fueron sobresalientes y, desde entonces, la serie no ha logrado mantener sus números.

## Errores argumentales
- Ubicado en Detroit, Míchigan, el episodio piloto incluye importantes imprecisiones sobre esa ciudad: Detroit se estableció en 1701, que es a principios del siglo XVIII en lugar de finales del siglo XVIII, como afirma Marcus. Hay, sin embargo, un Joe Louis Arena y una ciudad suburbana llamada Pontiac.

- Los efectos de la plata se han contradicho repetidamente en este programa. La plata quema a los vampiros al contacto, pero en las películas y series algunos vampiros se regeneran a partir de estas quemaduras mientras que otros tienen cicatrices permanentes. Además, el vampiro Quinn pudo tocar la plata sin quemarse, pero en la serie se ha demostrado que cualquier contacto con la plata puede quemar.

- El programa también ha ignorado por completo si un humano puede curarse o no del vampirismo. En la primera película, la Dra. Karen Jensen creó un retrovirus que podía curar a cualquiera que fuera mordido, siendo utilizada en Blade II para curar a Whistler, mientras que en Blade Trinity, Hannibal King menciona que los Nigthwalkers la utilizaron en él cuando lo rescataron años atrás; sin embargo, esta cura no se menciona ni utiliza en la serie.

- Se supone, aunque no se explica, que Krista Starr no pudo curarse porque no fue asesinada por el virus, sino por una caída desde un techo después de haber sido infectada.

- En un episodio de flashback, se demostró que Whistler conoció a Blade cuando era un niño pequeño. Esto contradice la explicación de Whistler en la primera película; que había encontrado a Blade cuando era adolescente en la calle, alimentándose de las personas sin hogar.

## Cancelación de la serie
El 28 de septiembre de 2006, Jill Wagner, estrella de Blade: La Serie, anunció en su web que no habría una segunda temporada. El día siguiente, SPIKE anunció en una rueda de prensa que la serie no sería retomada.